# Dendropsophus phlebodes
Dendropsophus phlebodes é uma espécie de anfíbio da família Hylidae.
Pode ser encontrada nos seguintes países: Colômbia, Costa Rica, Nicarágua e Panamá.
Os seus habitats naturais são: florestas subtropicais ou tropicais húmidas de baixa altitude, marismas de água doce, marismas intermitentes de água doce, jardins rurais e florestas secundárias altamente degradadas.
Está ameaçada por perda de habitat.